# Сельское поселение Юдинское (Вологодская область)
Сельское поселение Юдинское — упразднённое сельское поселение в составе Великоустюгского округа Вологодской области.  В рамках организации местного самоуправления Великоустюгский район преобразован в муниципальный округ, в связи с чем все сельские поселения округа упразднены и разделяются на территориальные отделы.
Административный центр — деревня Юдино.
Юдинское сельское поселение расположено на северо-востоке Великоустюгского района. Деревня Юдино расположена рядом с районным центром — городом Великий Устюг, самая дальняя деревня — в 23 км. Площадь сельского поселения — более 21 тыс. га.
По территории поселения протекают реки: Северная Двина, Сухона, Стрига, Хайма, Ямжа. 17 деревень находятся в зоне подтопления.
Население по данным переписи 2010 года — 2508 человек, оценка на 1 января 2012 года — 2517 человек, оценка фактически проживающего населения на 2023 год — 2997 человек.

## История
В 1924—1925 годах были образованы Будринский, Ямженский, Юдинский сельсоветы. Позже Будринский и Ямженский сельсовты вошли в состав Юдинского.
В 1999 году был утверждён список населённых пунктов Вологодской области. Согласно этому списку в состав Юдинского сельсовета входили 48 населённых пунктов.
В 2001 году была упразднена деревня Зиновково.
1 января 2006 года в соответствии с Федеральным законом № 131 «Об общих принципах организации местного самоуправления в Российской Федерации» было создано Юдинское сельское поселение, в состав которого вошёл Юдинский сельсовет за исключением деревни Слободка, которая вошла в состав городского поселения Великий Устюг.

## Экономика
По воспоминаниям местных жителей, в деревне Бушково когда-то работала спичечная фабрика, в деревне Маринино — артель, производившая кирпичи. В деревне Юдино до 1929 года действовал женский монастырь, другой монастырь располагался рядом с деревней Олбово. В деревне Глядково находилась тюрьма. В 1970-е годы на территории Юдинского сельсовета работало подсобное хозяйство Великоустюгского судостроительно-судоремонтного завода, впоследствии переименованное в совхоз «Северодвинец», действующий и сейчас.
На территории поселения работают: производственная база ВУМК, «Устюглестрой», полигон ДОСААФ, очистные сооружения и городская свалка, пилорама. Сельскозяйственные предприятия — ООО «Пригородный», ООО «Северодвинец», ОАО «Устюгсельхозхимия», ЗАО «Великоустюгская птицефабрика», занимающиеся производством молока, мяса, яиц, кормовых культур, зерна, льна, заготовкой и переработкой древесины.
Действуют три детских сада, три библиотеки, три учреждения культуры, пять фельдшерско-акушерских пунктов, дом отдыха «Бобровниковский».

## Известные уроженцы
- Парняков, Серафим Платонович (1913—1987) — советский ученый в области приборостроения, доктор технических наук (1970), Герой Социалистического Труда (1969), лауреат Государственной премии СССР (1970).

## Населённые пункты
В состав поселения входят 46 населённых пунктов, в том числе 44 деревни, 2 посёлка, из них 11 — нежилые.
Фактическое население населённых пунктов Юдинского территориального отдела на 2023 год можно узнать на сайте администрации Великоустюгского округа.
| Населённый пункт            | ОКАТО          | Рег. номер | Расстояние до районного центра, км | Расстояние до центра поселения, км | Индекс | Координаты                      |
| --------------------------- | -------------- | ---------- | ---------------------------------- | ---------------------------------- | ------ | ------------------------------- |
| деревня Аксеново            | 19 214 884 002 | 1314       | 1,5                                | 1                                  | 162394 | 60°47′10″ с. ш. 46°20′36″ в. д. |
| деревня Афурино             | 19 214 884 003 | 1315       | 7                                  | 8                                  | 162359 | 60°49′19″ с. ш. 46°13′48″ в. д. |
| деревня Бобровниково        | 19 214 884 004 | 1316       | 9                                  | 8                                  | 162343 | 60°49′18″ с. ш. 46°25′34″ в. д. |
| деревня Будрино             | 19 214 884 005 | 1317       | 13                                 | 14                                 | 162359 | 60°51′00″ с. ш. 46°12′40″ в. д. |
| деревня Галкино             | 19 214 884 006 | 1318       | 3,1                                | 2                                  | 162394 | 60°47′26″ с. ш. 46°20′59″ в. д. |
| деревня Глядково            | 19 214 884 007 | 1319       | 5,5                                | 10                                 | 162394 | 60°49′21″ с. ш. 46°21′20″ в. д. |
| деревня Горка               | 19 214 884 008 | 1320       | 16                                 | 10                                 | 162359 | 60°50′11″ с. ш. 46°13′53″ в. д. |
| деревня Демьяново           | 19 214 884 009 | 1321       | 12                                 | 10                                 | 162343 | 60°50′03″ с. ш. 46°25′49″ в. д. |
| деревня Дудино              | 19 214 884 010 | 1322       | 2                                  |                                    | 162394 |                                 |
| деревня Езекиево            | 19 214 884 011 | 1323       | 20                                 | 21                                 | 162359 | 60°53′38″ с. ш. 46°09′09″ в. д. |
| деревня Журавлево           | 19 214 884 012 | 1324       | 1                                  | 3                                  | 162394 | 60°47′45″ с. ш. 46°18′41″ в. д. |
| деревня Запань Бобровниково | 19 214 884 013 | 1325       | 12,5                               | 10                                 | 162343 | 60°49′58″ с. ш. 46°25′47″ в. д. |
| деревня Заямжа              | 19 214 884 014 | 1326       | 7,5                                | 7                                  | 162343 | 60°48′22″ с. ш. 46°24′04″ в. д. |
| деревня Золотавцево         | 19 214 884 016 | 1328       | 2                                  | 4                                  | 162393 | 60°47′46″ с. ш. 46°15′02″ в. д. |
| деревня Ильинская           | 19 214 884 017 | 1329       | 20                                 | 21                                 | 162394 | 60°53′06″ с. ш. 46°12′29″ в. д. |
| деревня Калашово            | 19 214 884 018 | 1330       | 1,5                                | 1                                  | 162394 |                                 |
| деревня Княгинино           | 19 214 884 026 | 1338       | 19                                 | 20                                 | 162394 | 60°50′10″ с. ш. 46°10′15″ в. д. |
| деревня Колпаково           | 19 214 884 019 | 1331       | 12,5                               | 8                                  | 162343 | 60°50′04″ с. ш. 46°24′47″ в. д. |
| деревня Коншево             | 19 214 884 020 | 1332       | 2                                  | 2                                  | 162394 | 60°46′39″ с. ш. 46°21′18″ в. д. |
| деревня Коробейниково       | 19 214 884 021 | 1333       | 2,7                                | 5                                  | 162394 | 60°48′18″ с. ш. 46°19′20″ в. д. |
| деревня Коробово            | 19 214 884 022 | 1334       | 3,6                                | 3                                  | 162394 | 60°47′21″ с. ш. 46°21′45″ в. д. |
| деревня Кузнецово           | 19 214 884 023 | 1335       | 22                                 | 23                                 | 162394 | 60°45′40″ с. ш. 46°21′03″ в. д. |
| деревня Кульнево            | 19 214 884 024 | 1336       | 14,5                               | 16                                 | 162359 | 60°50′33″ с. ш. 46°12′21″ в. д. |
| деревня Куприяново          | 19 214 884 025 | 1337       | 11,5                               | 10                                 | 162343 | 60°49′20″ с. ш. 46°21′18″ в. д. |
| деревня Никулино            | 19 214 884 027 | 1339       | 2,9                                | 4                                  | 162346 | 60°47′46″ с. ш. 46°21′21″ в. д. |
| деревня Нокшино             | 19 214 884 028 | 1340       | 9,5                                | 6                                  | 162343 | 60°47′48″ с. ш. 46°23′40″ в. д. |
| деревня Одуево              | 19 214 884 029 | 1341       | 7                                  | 8                                  | 162394 | 60°49′09″ с. ш. 46°18′13″ в. д. |
| деревня Олбово              | 19 214 884 030 | 1342       | 22                                 | 23                                 | 162394 | 60°53′42″ с. ш. 46°10′20″ в. д. |
| деревня Пазухи              | 19 214 884 031 | 1343       | 6                                  | 5                                  | 162394 | 60°47′59″ с. ш. 46°22′24″ в. д. |
| деревня Пайкино             | 19 214 884 032 | 1344       | 7                                  | 6                                  | 162343 | 60°48′32″ с. ш. 46°24′38″ в. д. |
| деревня Петровская          | 19 214 884 033 | 1345       | 4,1                                | 3                                  | 162394 | 60°47′15″ с. ш. 46°21′43″ в. д. |
| деревня Репино              | 19 214 884 034 | 1346       | 20                                 | 21                                 | 162394 | 60°49′51″ с. ш. 46°09′34″ в. д. |
| деревня Рогозинино          | 19 214 884 035 | 1347       | 0,5                                | 3                                  | 162394 | 60°45′26″ с. ш. 46°21′00″ в. д. |
| деревня Савино              | 19 214 884 036 | 1348       | 16                                 | 15                                 | 162359 | 60°51′19″ с. ш. 46°11′55″ в. д. |
| деревня Сереброво           | 19 214 884 037 | 1349       | 4                                  | 3                                  | 162394 | 60°47′29″ с. ш. 46°22′14″ в. д. |
| деревня Соколово            | 19 214 884 039 | 1351       | 10                                 | 9                                  | 162394 | 60°50′22″ с. ш. 46°24′21″ в. д. |
| деревня Сотниково           | 19 214 884 040 | 1352       | 3,7                                | 5                                  | 162394 | 60°48′19″ с. ш. 46°19′59″ в. д. |
| посёлок Стрига              | 19 214 884 041 | 1353       | 2,1                                | 3                                  | 162346 | 60°47′43″ с. ш. 46°20′11″ в. д. |
| деревня Сулинская           | 19 214 884 042 | 1354       | 11                                 | 26                                 | 162394 | 60°45′40″ с. ш. 46°20′57″ в. д. |
| деревня Уржумово            | 19 214 884 043 | 1355       | 7,5                                | 12                                 | 162343 | 60°50′14″ с. ш. 46°23′21″ в. д. |
| деревня Фёдоровская         | 19 214 884 044 | 1356       | 2,5                                | 2                                  | 162394 | 60°46′12″ с. ш. 46°21′15″ в. д. |
| деревня Холм                | 19 214 884 045 | 1357       | 19                                 | 20                                 | 162359 | 60°52′58″ с. ш. 46°12′53″ в. д. |
| деревня Хорхорино           | 19 214 884 046 | 1358       | 5                                  | 6                                  | 162393 | 60°48′16″ с. ш. 46°14′19″ в. д. |
| деревня Шатрово             | 19 214 884 047 | 1359       | 3,6                                | 5                                  | 162346 | 60°47′40″ с. ш. 46°22′07″ в. д. |
| посёлок Энергетик           | 19 214 884 048 | 1360       | 0,5                                | 2                                  | 162394 |                                 |
| деревня Юдино               | 19 214 884 001 | 1313       | 2                                  | —                                  | 162394 | 60°46′59″ с. ш. 46°20′27″ в. д. |

Упразднённые населённые пункты:
| Населённый пункт  | ОКАТО          | Рег. номер | Расстояние до районного центра, км | Расстояние до центра поселения, км | Комментарий           |
| ----------------- | -------------- | ---------- | ---------------------------------- | ---------------------------------- | --------------------- |
| деревня Зиновково | 19 214 884 015 | 1327       | 7                                  | 8                                  | Упразднена 18.01.2001 |